# Estado de Hannover
El Estado de Hannover (del alemán: Land Hannover) fue un estado en el Noroeste de Alemania. Existió entre la disolución del anterior Estado de Prusia y la fundación de Baja Sajonia en 1946, en base al histórico Reino de Hannover, anexado a Prusia en 1866, como se desprende de los emblemas del estado. Después de la fundación de Baja Sajonia, con la fusión de Hannover con otros pequeños estados, Bajo Sajonia continuaría utilizando los emblemas de Hannover.

## Geografía
El Estado de Hannover cubría el territorio del anterior reino de Hannover excepto las parte dentro de la zona de ocupación soviética. Por lo tanto incluía la mayor parte del presente estado federado de Baja Sajonia.

## Historia
Después de la Segunda Guerra Mundial, el Estado de Hannover fue fundado bajo la regulación n.º 46 del gobierno militar británico con fecha de 23 de agosto de 1946 "concerniente a la disolución de las provincias del anterior Estado de Prusia en la zona de ocupación británica y su recreación como estados independientes". Su primer Ministerpräsident fue Hinrich Wilhelm Kopf.
Pero para el 23 de noviembre de 1946 la Administración Militar Británica aprobó la formación del nuevo estado de Baja Sajonia mediante la unificación de los estados de Brunswick, Oldemburgo y Schaumburg-Lippe con el estado de Hannover a instancias de sus líderes alemanes. Hinrich Wilhelm Kopf también discutió otras opciones territoriales que incluían a Bremen y Ostwestfalen-Lippe.
Fueron excluidas las áreas orientales pertenecientes a Brunswick que incluían el distrito de Blankenburg y el exclave de Calvörde así como el distrito de Helmstedt, que caían dentro de la zona de ocupación soviética y fueron integradas en el estado de Sajonia-Anhalt, y el Amt de Hannover de Neuhaus, que también pertenecía al territorio de ocupación soviético y no fue unido a Baja Sajonia hasta 1993.